# 大井 (軽巡洋艦)
大井（おおい/おほゐ）は、大日本帝国海軍の軽巡洋艦。球磨型の4番艦。艦名は、静岡県の中部を流れる大井川に因んで命名された。艦名はローマ字表記（英語表記）にした場合「Oi」と僅か2文字であるため、鵜来型海防艦の伊王と並び、艦名としては世界一短いものだとされている。
「大井」は就役から長らく練習艦として使用された。以降、同型艦の「北上」と共に改装されたが、太平洋戦争開戦後は航空主兵の流れから艦隊決戦は起こらなかったため、重雷装の発射管を一部撤去して高速輸送艦へ改装され、その後は輸送任務に従事した。

## 艦歴

### 初期
1919年11月24日に川崎造船所において起工。1920年7月15日(午前6時前後)に進水。1921年10月3日に竣工した。
1921年10月5日、第二艦隊第四戦隊に編入。12月1日、第一艦隊第三戦隊に編入。1923年12月1日、馬公要港部に編入。1924年12月1日、第一艦隊第三戦隊に編入。1925年12月1日、予備艦となる。1926年12月1日、馬公要港部に編入。
1928年12月10日から1937年8月まで、江田島の海軍兵学校の練習艦として使用された。
1937年8月、大井は第二次上海事変の際に中国沿岸の哨戒に当たった。その後、日中戦争の拡大に伴い、大井は中国中部への日本軍部隊の輸送の掩護を行ったが、1937年12月から1939年末までは再び海軍兵学校の練習艦として使用された。
1941年、重雷装艦への改装工事を受けた。九三式魚雷の威力を最大限度まで高めるために、4連装魚雷発射管を10基40門を搭載した。これは、重雷装艦による特別夜戦部隊を作るという海軍の計画によるものであった。工事は呉工廠で10月15日から12月30日まで行われたとされるが、重雷装艦としての公試と思われる機関確認運転を12月31日に行った記録がある。
11月20日、「大井」と「北上」で第九戦隊（第一艦隊）が編成された。

### 太平洋戦争緒戦
1941年12月7日の真珠湾攻撃で大井は、広島湾の柱島泊地から小笠原諸島まで連合艦隊の戦艦の護衛を行った。
1942年1月12日、連合艦隊参謀長の宇垣纏少将が大井を視察し、重雷装艦を使用した海軍の計画に強い不同意を示し、海軍の戦術の変更を求めた。軍令部がこの件について協議している間、大井は1月末から4月半ばまで広島港と澎湖諸島馬公の輸送の護衛任務に就いた。
4月15日に呉に入港し、4月23日から5月9日まで入渠した。この際に13ミリ連装機銃2基が装備された。尚、この時期には北上から戦隊旗艦を継承し、岸福治少将が座乗している。
5月29日のミッドウェー海戦では北上とともに第一艦隊（司令長官：高須四郎中将）第九戦隊に配属され、無事に横須賀鎮守府に6月17日に帰投した。

### 高速輸送艦として
1942年9月8日、第九戦隊は舞鶴鎮守府第四特別陸戦隊のトラックへの輸送命令を受けた。そのため、「大井」と「北上」は9月10日に横須賀に着き、後部の魚雷発射管4基を陸揚げした。そして、大発動艇2艘、3連装九六式25mm機銃2基、爆雷投下軌条を装備した。舞鶴鎮守府第四特別陸戦隊を乗せた「大井」と「北上」は9月12日に横須賀より出航し、9月17日にトラックへに着いた。
11月下旬から12月上旬にかけて第九戦隊（「大井」、「北上」）などは第六十五旅団のマニラからラバウルへの輸送（夏輸送）に従事した。第九戦隊は11月21日にトラックを発して11月26日にマニラに到着。11月27日に「球磨」とともにマニラを出港して12月3日にラバウルに着いた。「大井」は人員738名、物件25トンを運んだ。
この頃、更に4連装魚雷発射管を4基下ろして4基16門とし、大発を増設したとされる。12月24日、大井は呉海軍工廠へ整備のために帰投した。
1943年1月から2月、「大井」は陸軍部隊の輸送（丙一号輸送と丙三号輸送）に参加した。「大井」などの丙一号輸送での任務は第二十師団主力の釜山からウェワクへの輸送、丙三号輸送での任務は第四十一師団主力の青島からウェワクへの輸送であった。「大井」は1月7日に出発地の釜山に到着した。丙一号輸送では「大井」は「北上」、「相良丸」、「讃岐丸」とともに第一輸送隊として1月9日に釜山を出発し、パラオを経由して1月19日にウェワクに到着した。「大井」の輸送内容は人員337名、物件143梱であった。次の丙三号輸送では「大井」は「北上」、「讃岐丸」、「相良丸」、「護国丸」とともに第一輸送隊として2月4日に青島を出発し、パラオを経由して2月20日にウェワクに到着した。丙三号輸送では途中のパラオでも陸軍部隊を乗せた。「大井」の輸送内容は人員423名、物件790梱であった。
3月15日、大井は南西方面艦隊に配属された。4月にスラバヤからニューギニア島カイマナへの輸送船2隻の護衛、5月にスラバヤからアンボン島とカイマナへの輸送船2隻の護衛を行った。
6月23日、軽巡洋艦4隻（「大井」と「北上」、「鬼怒」、「球磨」）が入港していたマカッサルがダーウィンより発進したアメリカ陸軍航空隊第5空軍第90爆撃団第319爆撃隊の17機のB-24による攻撃を受け、「鬼怒」や「球磨」に被害が生じた。「大井」自体には被害はなかったが、上陸していた「大井」機関長三浦少佐が死亡した。
7月1日より、スラバヤを拠点として警備を行った。ジャワ海の哨戒の後、8月にシンガポールのセレター海軍基地で補修を受けた。

### インド洋での活動
1943年8月末から1944年1月末まで、大井と北上は4個部隊をシンガポールとペナンからインド洋のアンダマン諸島とニコバル諸島へ輸送した。
2月27日から、大井は軽巡洋艦鬼怒、駆逐艦浦波・天霧・敷波とともにインド洋で通商破壊に従事する重巡洋艦利根・筑摩・青葉の護衛を行ったが、4月末まではほとんどシンガポール近郊やボルネオ島のバリクパパン・タラカンにいた。5月は主としてタラカン・パラオ・ソロンの間で部隊の輸送を行った。
6月の渾作戦には赤痢患者発生のため参加できず、復帰後は南西方面艦隊の移転輸送のためスラバヤからマニラへ2度航海。その任務終了後、大井は7月18日にシンガポールへ向けマニラを離れた。7月19日、大井は香港の南570海里の南シナ海でアメリカ潜水艦フラッシャーに発見された。大井が距離1400ヤード(1300m)を通過したところでフラッシャーは艦尾から魚雷を4発発射し、2発が大井の左舷に命中、1発は不発だったがもう1発が機関室で爆発した。フラッシャーはさらに、距離3500ヤードで艦首から4発の魚雷を撃ったが、それは全て外れた。駆逐艦の敷波が大井を曳航しようとしたが、17時25分、北緯13度12分 東経114度52分 / 北緯13.200度 東経114.867度の地点において大井は艦尾から沈没した。敷波が大井の柴勝男艦長と368人の乗組員を救助したが、153人が戦死した。
1944年9月10日、大井は除籍された。

## 歴代艦長
※『艦長たちの軍艦史』141-143頁、『日本海軍史』第9巻・第10巻の「将官履歴」及び『官報』に基づく。

### 艤装員長
1. 丸尾剛 大佐：1920年9月1日 - 1921年9月20日[31]

### 艦長
1. 丸尾剛 大佐：1921年9月20日[31] - 1922年11月10日[32]
2. 浜野英次郎 大佐：1922年11月10日[32] - 1923年12月1日
3. 橋本才輔 大佐：1923年12月1日 - 1924年5月10日
4. 松下薫 大佐：1924年5月10日 - 1924年12月1日
5. 枝原百合一 大佐：1924年12月1日 - 1925年5月1日[33]
6. 東林岩次郎 大佐：1925年5月1日[33] - 1925年11月20日[34]
7. 秋山虎六 中佐：1925年11月20日 - 1927年11月15日
8. 日比野正治 大佐：1927年11月15日 - 1928年12月10日
9. 糟谷宗一 大佐：1928年12月10日 - 1929年4月1日
10. 片桐英吉 大佐：1929年4月1日 - 1929年11月30日
11. 塚原二四三 大佐：1929年11月30日 - 1930年12月1日
12. 岡田偆一 大佐：1930年12月1日 - 1931年4月1日
13. 新見政一 大佐：1931年4月1日 - 1931年10月15日
14. 太田泰治 大佐：1931年10月15日 - 1932年12月1日
15. 山内大蔵 大佐：1932年12月1日 - 1934年6月1日
16. 平岡粂一 大佐：1934年6月1日 - 1935年11月15日
17. 山口儀三郎 大佐：1935年11月15日 - 1936年12月1日
18. 志摩清英 大佐：1936年12月1日 - 1937年12月1日
19. 安場保雄 大佐：1937年12月1日 - 1939年1月10日
20. 武田勇 大佐：1939年1月10日 - 1939年11月15日
21. 殿村千三郎 大佐：1939年11月15日 - 1940年11月15日
22. 金桝義夫 大佐：1940年11月15日 - 1941年9月1日
23. 森下信衛 大佐：1941年9月1日 - 1942年4月10日
24. 成田茂一 大佐：1942年4月10日 -
25. 長井武夫 大佐：1942年10月3日 -
26. 相馬信四郎 大佐：1942年12月24日 - 1943年7月23日
27. 川井繁蔵 大佐：1943年7月23日 - 1944年2月12日
28. 柴勝男 大佐：1944年2月12日 -

## 同型艦
- 球磨 - 多摩 - 北上 - 木曾